# Adam Guettel
Adam Guettel (New York, 16 dicembre 1964) è un compositore e paroliere statunitense.

## Biografia
Figlio della compositrice Mary Rodgers e nipote di Richard Rodgers, Adam Guettel comincia la sua carriera musicale come voce bianca. 
Negli anni 1976-78 si afferma come una delle principali voci bianche soliste al Metropolitan Opera di New York. Con il coetaneo Robert Sapolsky e altri giovanissimi interpreti canta nell'ensamble di voci bianche nel Tannhäuser di Richard Wagner e ne Il flauto magico di Wolfgang Amadeus Mozart. Il suo ruolo più importante è quello di Yniold in Pelléas et Mélisande di Claude Debussy, da lui ricoperto per 6 rappresentazioni nell'ottobre 1977.
Da adulto Guettel si afferma come compositore. È noto soprattutto per aver scritto la colonna sonora e le orchestrazioni del musical di Broadway The Light in the Piazza con Craig Lucas. Il musical gli valse il Tony Award alla migliore colonna sonora originale e il Tony Award alla miglior orchestrazione nel 2005.